# グラン・サッソ (小惑星)
グラン・サッソ (10960 Gran Sasso) は、小惑星帯の小惑星のひとつ。パロマー天文台のトム・ゲーレルスとライデン天文台のファン・ハウテン夫妻が発見した。
アペニン山脈で最も高いイタリアの山、グラン・サッソから命名された。